# アンディ・ルーク
アンディ・ルーク （Andrew Michael Rourke、1964年1月17日 - 2023年5月19日）は、イギリス・マンチェスター出身のベーシスト。ザ・スミスのメンバーとして知られる。

## 略歴
スミス加入以前のルークは、学友のジョニー・マーと組んだファンク・バンド、フリーク・パーティなど、いくつかのバンドでベースやギターを弾いていた。ルークの後からギターを始めたマーが急速に上達するのを見て敵わないと思いベースに転向したという。
マーとモリッシーがスミスを結成すると、ルークは2回目のライブでバンドに参加し、そのままバンドに加入した。マーはアルバム『ザ・クイーン・イズ・デッド』のルークについて「他のどんなベースプレイヤーでも合わない」と評した。一方でルークは薬物に溺れ、一通の手紙とともにバンドから解雇を言い渡されたとテレビニュースで報道される。モリッシーからの手紙が彼の車のワイパーに挟まっており、そこには「アンディ、君はスミスを去った。幸運を祈る。さようなら。」と書かれていたという。このことをモリッシーは否定している。
ルークは『ザ・クイーン・イズ・デッド』発売後の1986年5月にスミスへ復帰する。その後バンドは解散し、ルークとスミスのドラマー、マイク・ジョイスはシネイド・オコナーのアルバム『蒼い囁き』に参加した。このリズム隊はクレイグ・ギャノンとともにスミスのシンガー、モリッシーの2枚のシングル、「インテレスティング・ドラッグ」、「ザ・ラスト・オブ・ザ・フェイマス・インターナショナル・プレイボーイ」にも参加。ルークはモリッシーの楽曲「イエス、アイ・アム・ブラインド」、「ガール・リースト・ライクリー」、「ゲット・オフ・ザ・ステージ」の作曲を手掛け、「モンスターが生まれる11月」「ピカデリー・パラーレ」でベースを弾いている。
その他、プリテンダーズ（1994年『ラスト・オブ・インディペンデンツ』）、キリング・ジョーク、バッドリー・ドローン・ボーイ、アジス・イブラヒム（元ストーン・ローゼズのギタリスト）の作品に参加し、元オアシスのギタリスト、ボーンヘッドとともにムーンドッグ・ワンを結成した。このバンドにはマイク・ジョイス、クレイグ・ギャノンも含まれる。
ルークはマイク・ジョイスがモリッシー、マーを相手取って起こしたロイヤリティーを求める裁判に同席した。ジョイスはその後も裁判を続けたが、ルークは80000ポンドを受け取ることで手を打ち、破産を宣告された。
ルークと長期間マネージャーを務めるノヴァ・レーマンの制作会社、グレート・ノーザン・プロダクションズは、癌に対するチャリティイベント「マンチェスターVs.キャンサー」を2006年1月に開催した。このコンサートはノヴァの父親や妹の癌をきっかけに行われ、元スミスのバンドメイト、ジョニー・マーがパフォーマンスした。
その後ルークはXFMマンチェスターでDJをしており、新旧インディアンセムを土曜の夜に流している。
そしてベースプレイヤーのマニ（元ザ・ストーン・ローゼズ）、ピーター・フック（ニュー・オーダー）、シンガーのゲイリー・ブリッグスとスーパーグループ、フリーベースというバンドを組んでいる。2010年にはシングルやアルバムを出している。
彼の主催で始まった「マンチェスターVs.キャンサー」は、2007年にオアシスのノエル・ギャラガーとゲム・アーチャー、ポール・ウェラー、イアン・ブラウン、シャーラタンズ、エコー&ザ・バニーメン、マッカルモント&バトラー、ボーンヘッドの新バンド・エレクトリック・ミルクが、2008年にはフラテリス、ジ・エネミー、バッドリー・ドローン・ボーイ、インスパイラル・カーペッツ、ハッピー・マンデーズ、ザ・ビュー、アスリート、ザ・ファームが出演した。2008年にはスコットランドでもイベントが行われ、フラテリス、プロクライマーズなどが出演した。イアン・ブラウンのツアーに帯同し、ベースを弾いていた。
2023年5月19日、ルークが膵臓癌との長い闘病の末に死去したことをジョニー・マーがソーシャルメディアで公表した。

## ベース
ザ・スミスのアルバムで聴こえるルークのベースはとても鼻にかかるような音をしている。主に2本の異なったベースを使用し、64フェンダー・プレシジョンベースはライブパフォーマンスで、ヤマハBB2000はレコーディングの際に用いられる。トーンダイヤルは最大限に回され、ピックを使用して演奏する。

## ディスコグラフィ

### モリッシー
- ボナ・ドラッグ (1990)